# Peg Mullen
Peg Mullen (* 11. Juni 1917 in La Porte City, Iowa; † 2. Oktober 2009 ebenda) war eine US-amerikanische Schriftstellerin und Pazifistin.

## Biografie
Peg Mullen war eine Farmerin aus La Porte City in Iowa. Sie engagierte sich in der Demokratischen Partei der Vereinigten Staaten und war 1964, 1968 sowie 1972 Delegierte auf deren Nationalkonventen.
Als ihr Sohn Michael Mullen während des Vietnamkrieges als Soldat der United States Army am 18. Februar 1970 im Alter von 25 Jahren durch eine zu kurz abgeschossene Artilleriegranate ums Leben kam, begann sie sich gegen den Vietnamkrieg zu engagieren. Sie ließ ganzseitige Anzeigen im Des Moines Register gegen den Krieg veröffentlichen und organisierte Friedensmärsche. Zusammen mit ihrem Ehemann Oscar Gene Mullen, der 1986 verstarb, versuchte sie mehr über den Tod ihres Sohnes herauszubekommen.
1976 veröffentlichte C. D. B. Bryan das Buch Friendly Fire über den Tod ihres Sohnes. In der Verfilmung unter dem Titel Fürs Vaterland zu sterben spielte Carol Burnett 1979 die Rolle der Peg Mullen neben Ned Beatty.
Bekannt wurde sie durch ihr 1995 erschienenes Buch Unfriendly Fire: A Mother’s Memoir, in dem sie sich mit dem Tod ihres Sohnes und der Suche nach den wahren Hintergründen seines Todes auseinandersetzte, aber auch mit ihren Zweifeln an der vom Verteidigungsministerium der Vereinigten Staaten dargestellten Umstände des Todes.
In späteren Interviews trat sie gegen den Golfkrieg und den Irakkrieg ein.